# Vera Šnajder
Vera Šnajder, född 2 februari 1904, död 14 februari 1976, var en bosnisk matematiker.
Hon är känd som den första bosniska matematikern som publicerat matematisk forskning, och den första kvinnan som utnämnts till dekanus i Jugoslavien (1949). 